# Erica Baker
Erica Joy Baker (Alemania, 1980) es una ingeniera estadounidense, gerente de ingeniería en el área de la Bahía de San Francisco, conocida por su apoyo a la diversidad y la inclusión. Ha trabajado en empresas como GitHub, Google, Slack, Patreon y Microsoft. Obtuvo notoriedad en 2015 por crear una hoja de cálculo interna en la que los empleados de Google incluían su información salarial para poder conocer las diferencias retributivas dentro de la empresa. El 23 de noviembre de 2020 fue incluida en la lista de las 100 mujeres de la BBC.

## Trayectoria
Baker nació en Alemania y durante su infancia  se trasladó a Nuevo México, Florida y Alaska. Sus padres trabajaban para las Fuerzas Aéreas de Estados Unidos. Durante su adolescencia, Baker comenzó a escribir y a crear sitios web.
A los 21 años, Baker tuvo su primer trabajo fue como administradora de dominio de Windows para el Sistema de la Universidad de Alaska. Después pasó a formar parte de The Home Depot por un año, realizando operaciones de red y soporte de escritorio móvil. A continuación, se cambió a Scientific Games para hacer soporte de escritorio. 
Entre 2006 y mayo de 2015 Baker realizó varios roles en Google, ejerciendo en su última etapa como Site Reliability Engineer (SRE). Tras abandonar la compañía, Baker reveló en Twitter que había creado una hoja de cálculo interna en Google para que los empleados revelaran su información salarial. Basándose en esa información, varios de sus colegas pudieron negociar aumentos salariales. Esta acción provocó una discusión sobre las diferencias salariales de Google, la falta de transparencia en la determinación de los salarios además de sobre las posibles diferencias retributivas en función del género y la etnia. La hoja de cálculo siguió actualizándose hasta 2017, cuando fue publicada en el The New York Times.
Desde mayo de 2015 hasta julio de 2017, Baker trabajó como ingeniera build and release en Slack. En febrero de 2016, Baker, junto con Megan Anctil, Kiné Camara y Duretti Hirpa, aceptó el premio Crunchies de TechCrunch en nombre de Slack a la empresa emergente más rápida.
En junio de 2017, TechCrunch y USA Today informaron que Baker dejaba Slack para unirse a Kickstarter como directora de ingeniería, reportando a su vicepresidenta de ingeniería Lara Hogan. Baker afirmó que fomentar la diversidad y la inclusión sería parte de su trabajo en la compañía. Sin embargo, finalmente se convirtió en Gerente de Ingeniería Senior en la plataforma de crowfunding Patreon.
En enero de 2019, Baker pasó a formar parte de Microsoft como directora de ingeniería del grupo principal. Fue transferida a la plataforma de software GitHub y estableció su residencia en Oakland, California.

## Defensora de la diversidad e inclusión
Baker ha continuado su papel como defensora de la diversidad y la inclusión en su blog y en otros foros públicos. Estuvo detrás de #RealDiversityNumbers, un movimiento de Twitter que desafió a diversas compañías en torno a la retención y la cantidad de demandas resueltas fuera de los tribunales. Baker fue crítica con las declaraciones del director ejecutivo de la multinacional tecnológica Salesforce.com, Marc Benioff, que sugerían que los esfuerzos por incluir a las minorías étnicas y raciales estaban en segundo plano para que la empresa pudiera centrarse en su lugar en cuestiones de género. También denunció una serie de vídeos de Elissa Shevinsky, autora de Lean Out, afirmando que esta solo abordaba el problema de la diversidad de manera superficial. Por su parte, Meredith L. Patterson discrepó del comentario de Baker y la acusó de tener un conflicto de intereses. En 2016, Baker fue una de las fundadoras de la startup Project Include, junto con Tracy Chou, Freada Kapor Klein y Ellen Pao, para ayudar a las empresas a llevar a cabo estrategias de diversidad e inclusión. Además, Baker también está interesada en la genealogía.

### Presencia pública
En 2016, Baker fue entrevistada por Davey Alba durante la WIRED Business Conference. En enero de 2017, fue ponente principal en la conferencia Women of Color in Computing celebrada por Mills College. En 2018, fue oradora destacada en la Conferencia Bond, además de en un panel del Berkeley Center for New Media y en el Foro de Mujeres en el Lugar de Trabajo de The Wall Street Journal.

### Labor filantrópica
Baker es miembro de la junta directiva de Girl Develop It. También forma parte del consejo asesor de Hack the Hood y es mentora tecnológica de Black Girls Code.

## Reconocimientos
Baker fue incluida en la lista de las 100 mujeres de la BBC publicada el 23 de noviembre de 2020. La periodista Kara Swisher se refirió a Baker como la "mujer a la que observar".